# Ayashii World

Apparence d'Ayashii World

Ayashii World (あやしいわーるど, litt. « monde étrange ») est un textboard japonais crée en automne 1995 par Shiba Masayuki dans le but de discuter de Kasumigaseki, un jeu vidéo inspiré de l'Attentat au gaz sarin dans le métro de Tokyo.

## Caractéristiques
Ayashii World fonctionnait de la même façon qu'une Mailing List. Les messages étaient triés par ordre chronologiques. Étant un textboard, il n'était pas nécessaire de s'inscrire pour poster des messages.
Les discussions portaient sur la culture geek, le lolicon, la drogue et le piratage. Le tout était accompagné de dessins bricolés à l'aide de caractères spéciaux comme Ascii.